# Jean Lécuyer (Glasmaler)

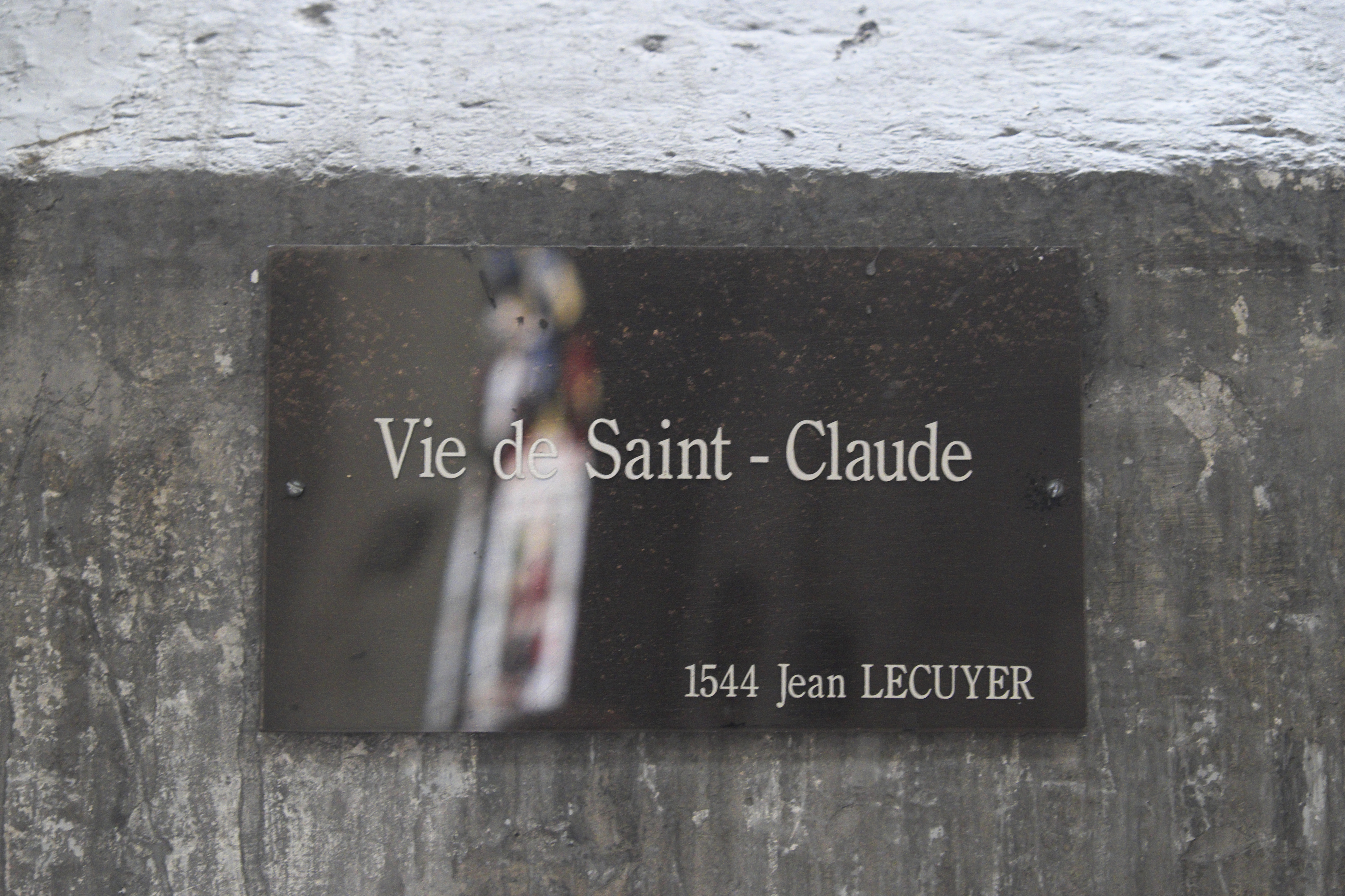
Erklärungstafel zum Fenster 2 in der Kirche Saint-Bonnet in Bourges

Jean Lécuyer (* um 1490; † 1556 in Bourges) war ein französischer Maler, Glasmaler und Buchmaler der Renaissance. 

## Leben und Wirken

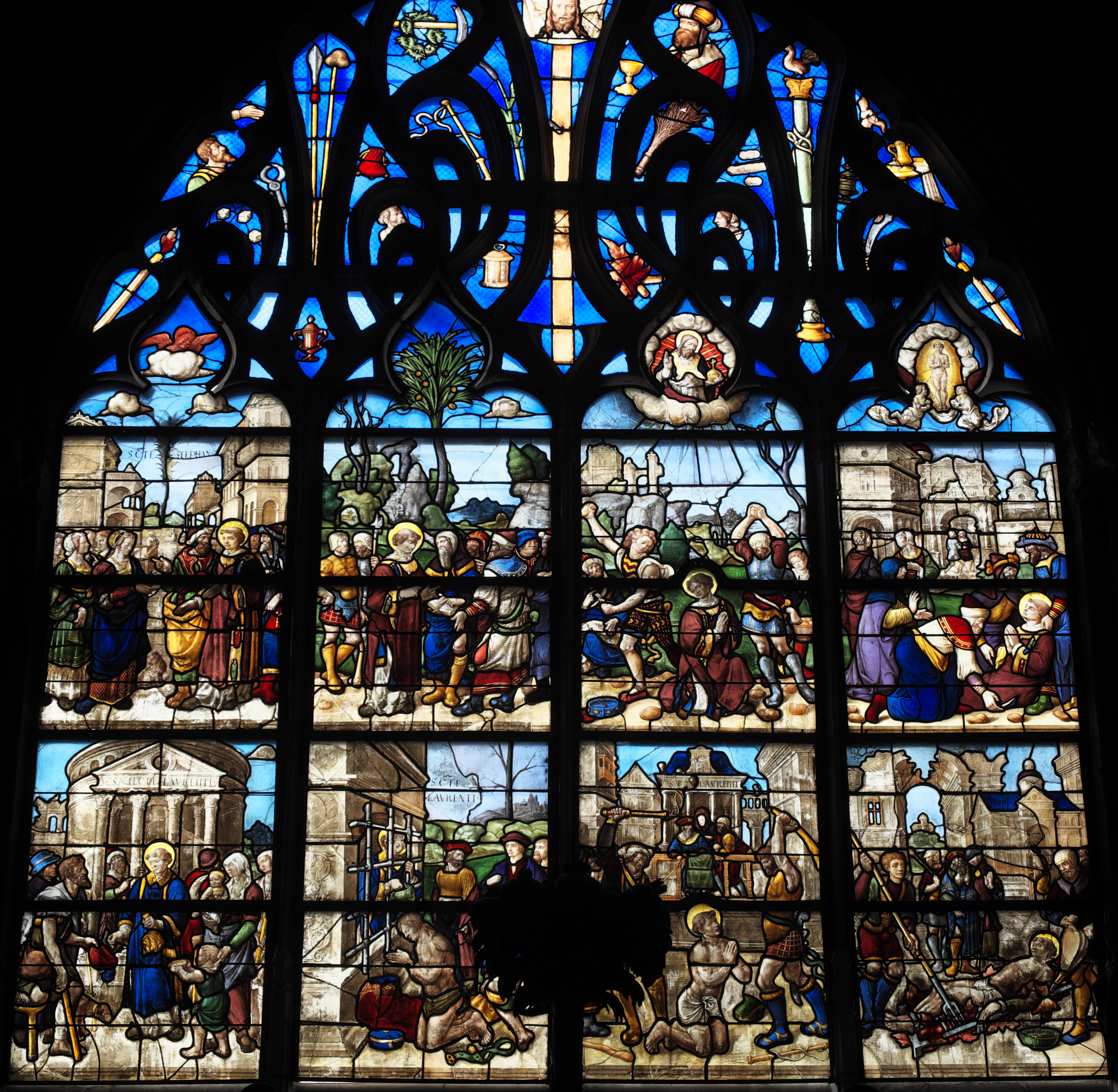
Fenster 46 in der Copin-Kapelle der Kathedrale von Bourges

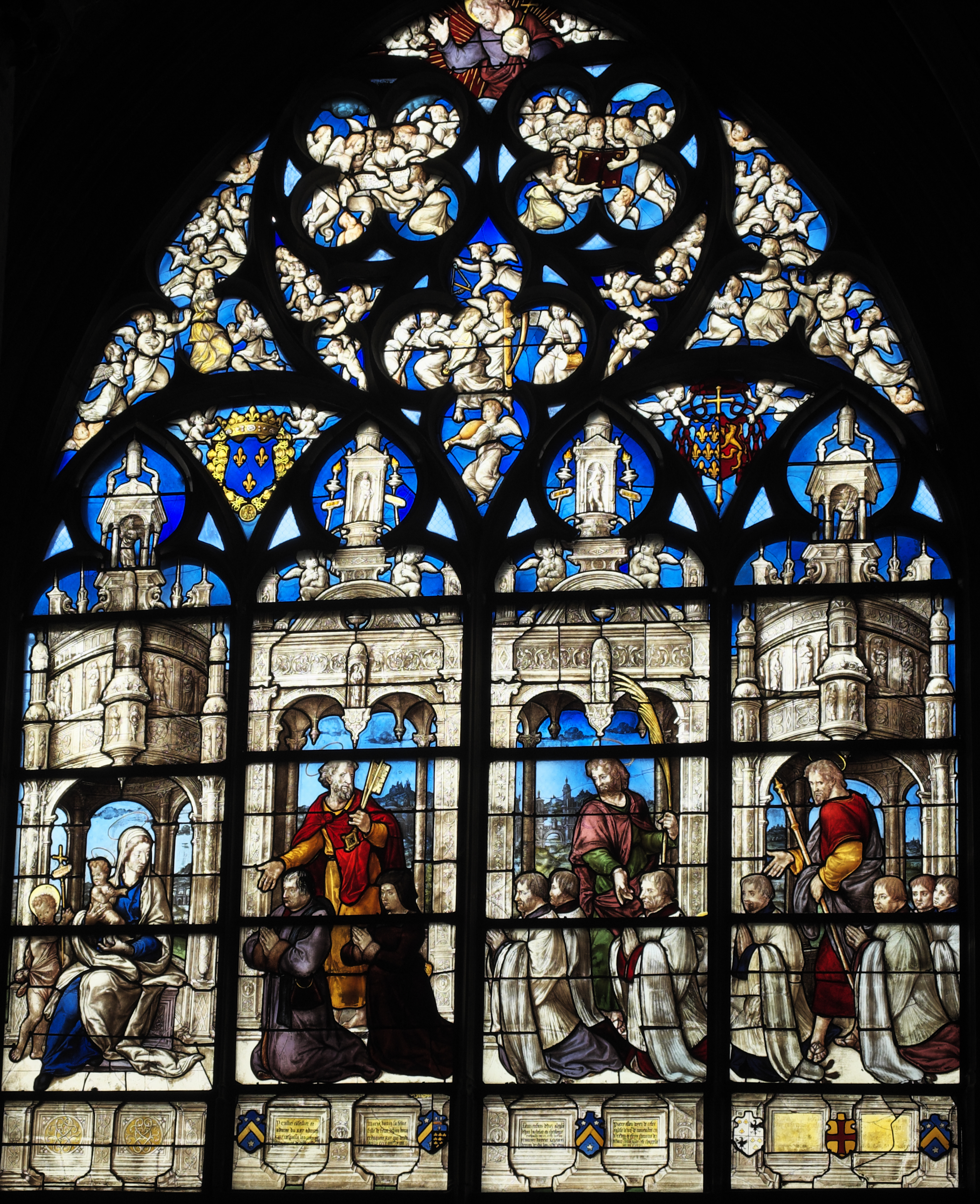
Fenster 32 in der Tullier-Kapelle der Kathedrale von Bourges

Jean Lécuyer (auch Lescuyer) war verheiratet und in Bourges, der heutigen Hauptstadt des Département Cher in der französischen Region Centre-Val de Loire, ansässig. Er wurde im Jahr 1556 in der heute abgebrochenen Kirche Saint-Jean-des-Champs in Bourges beigesetzt.
Ab dem Jahr 1527 war Jean Lécuyer für die Restaurierung der Bleiglasfenster der Kathedrale von Bourges zuständig, er restaurierte das Fenster 30 in der Aligret-Kapelle, das Fenster 27 in der Trousseau-Kapelle und im Jahr 1546 das große Fenster der Westfassade, le housteau genannt.
Im Jahr 1532 (1523?) schuf Jean Lécuyer das Fenster 32 für die Tullier-Kapelle in der Kathedrale von Bourges, auch das Fenster 31 in der Bar-Kapelle und das Fenster 46 in der Copin-Kapelle der Kathedrale werden ihm zugeschrieben.
Das Fenster Madonna mit Kind zwischen dem Evangelisten Johannes und dem Apostel Jakobus dem Älteren in der Kirche Notre-Dame-du-Marthuret in Riom in der Region Auvergne-Rhône-Alpes ist mit der Jahreszahl 1538 datiert. Auf dem Kelch, den Johannes in der Hand hält, deutet das Monogramm I.L. auf die Werkstatt von Jean Lécuyer hin.
Im Jahr 1544 schuf Jean Lécuyer das Fenster 2 der Kirche Saint-Bonnet in Bourges, das Szenen aus dem Leben des heiligen Claude darstellt. Es ist mit der Jahreszahl 1544 datiert und weist den Namen der Stifterin, Laurence Fauconnnier, auf. Weitere Fenster der Kirche, die in ähnlicher Weise ausgeführt sind, werden Jean Lécuyer zugeschrieben.
Jean Lécuyer setzte als Glasmaler nicht nur die Vorlagen anderer um, sondern schuf auch Fenster nach seinen eigenen Kartons.

## Bleiglasfenster (Auswahl)
- 1517/18: Fenster 31 in der Bar-Kapelle der Kathedrale von Bourges; Jean Lécuyer zugeschrieben[7]
- Um 1518: Fenster 46 in der Copin-Kapelle der Kathedrale von Bourges; Jean Lécuyer zugeschrieben[8]
- 1532: Fenster 32 in der Tullier-Kapelle der Kathedrale von Bourges; mit der Jahreszahl 1523[9]
- Um 1533: Fenster 4 in der Kirche Saint-Bonnet in Bourges; Jean Lécuyer zugeschrieben[10]
- 1538: Fenster 4 in der Kirche Notre-Dame-du-Marthuret in Riom; mit der Jahreszahl 1538 und dem Monogramm I.L.[11]
- 1544: Fenster 2 in der Kirche Saint-Bonnet in Bourges, mit der Jahreszahl 1544[12]
- 1551: Fenster 7 in der Kirche Saint-Bonnet in Bourges; Jean Lécuyer zugeschrieben[13]

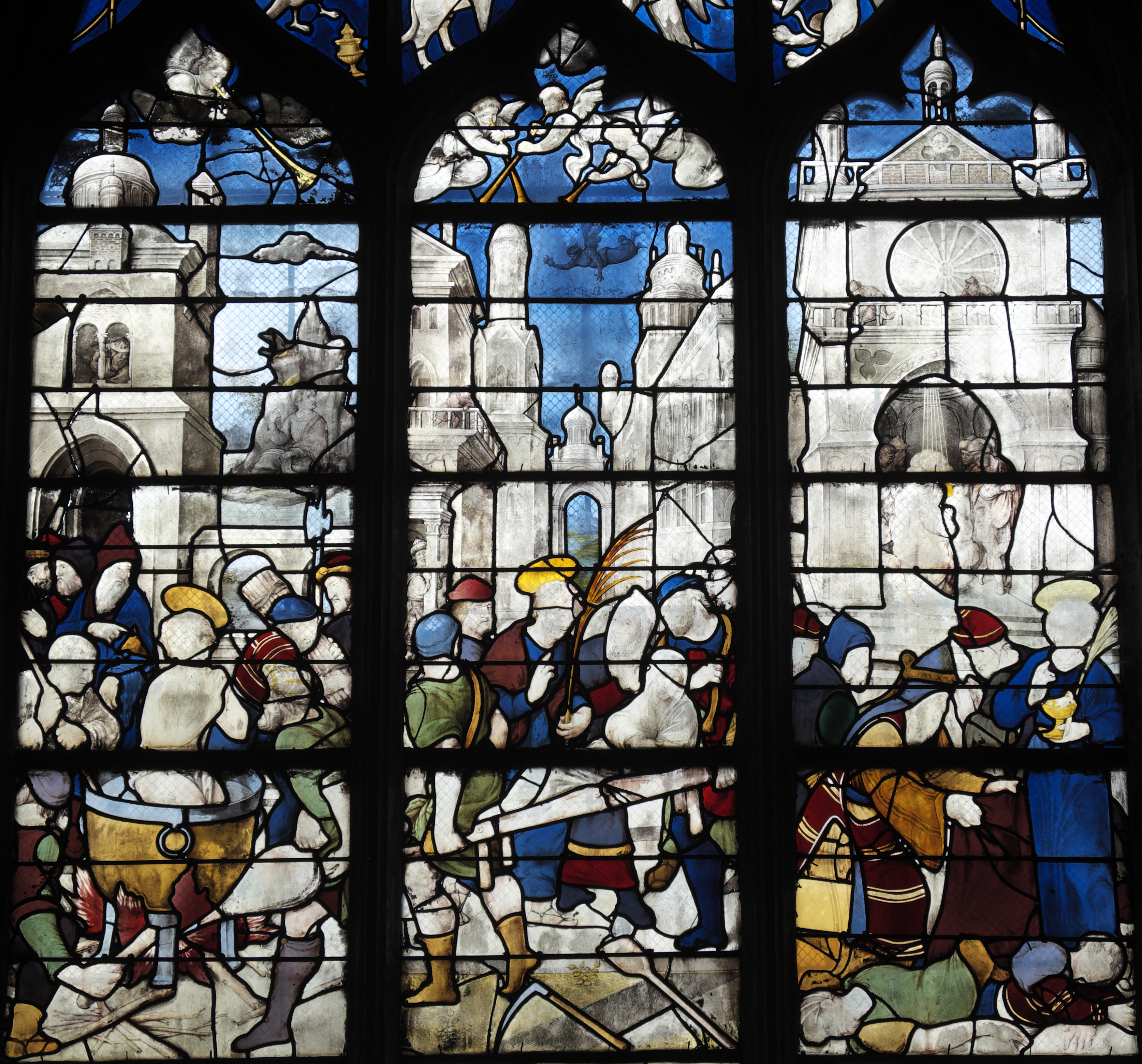
Fenster 4 in der Kirche Saint-Bonnet in Bourges
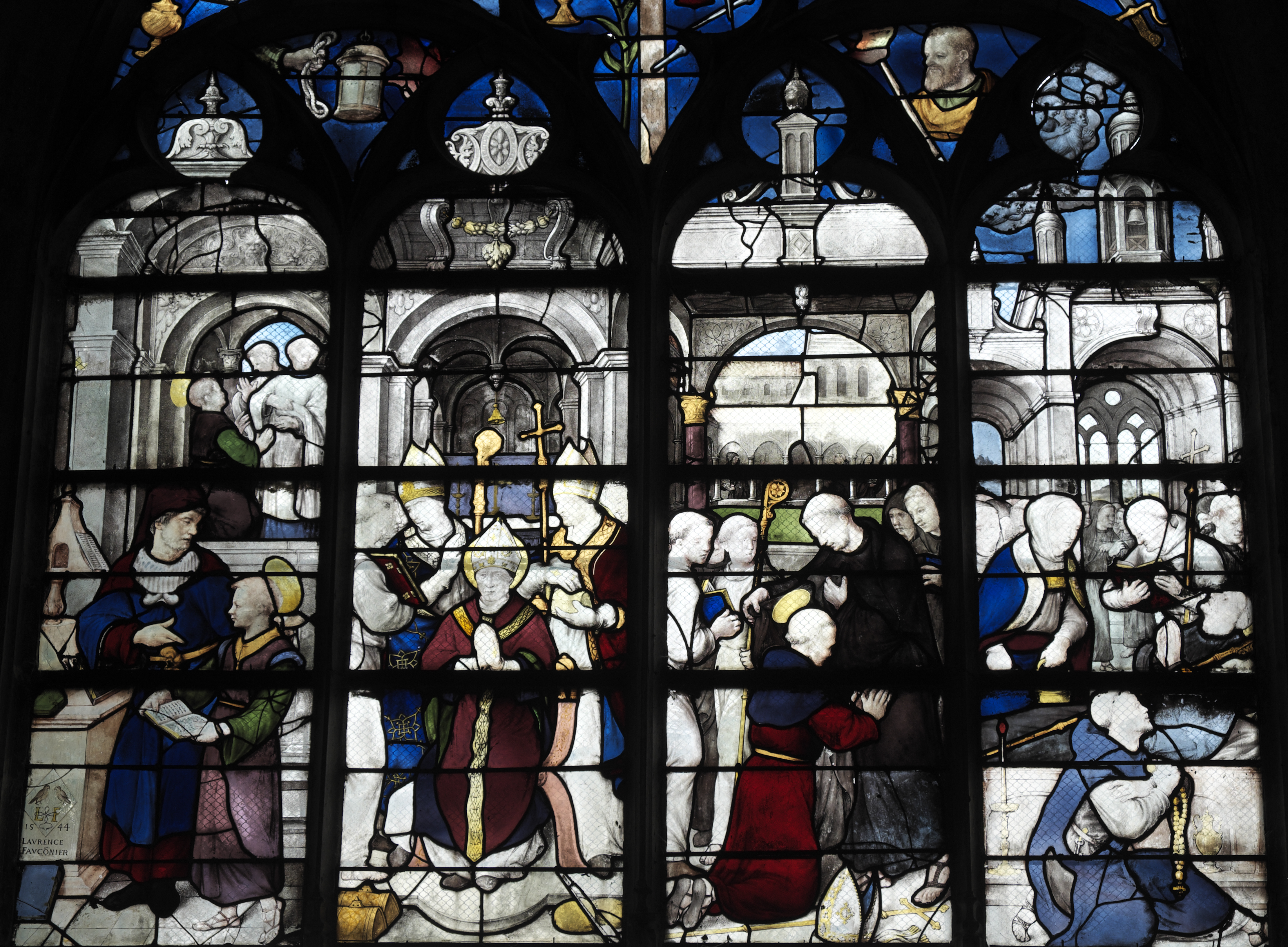
Fenster 2 in der Kirche Saint-Bonnet in Bourges
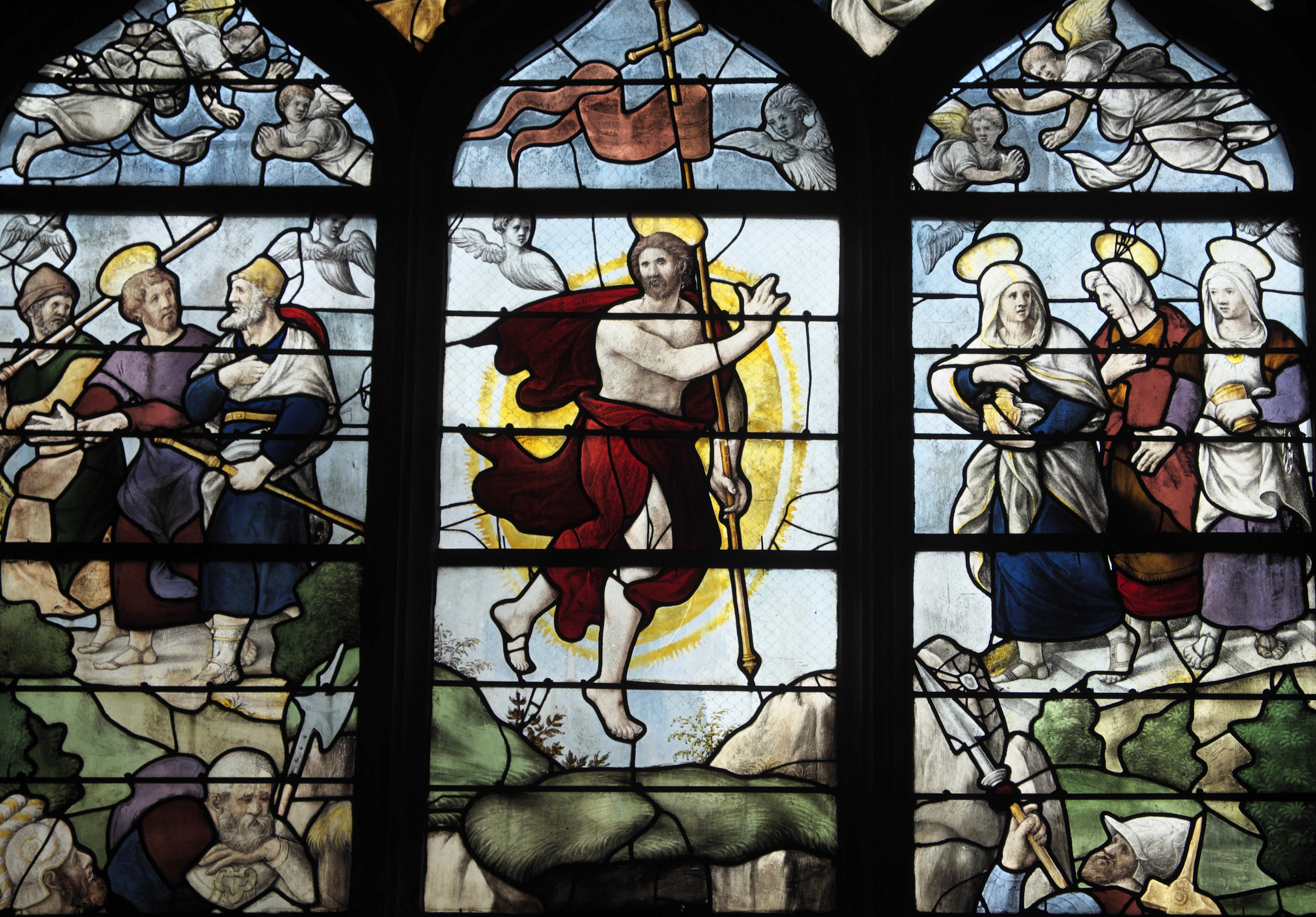
Fenster 7 in der Kirche Saint-Bonnet in Bourges
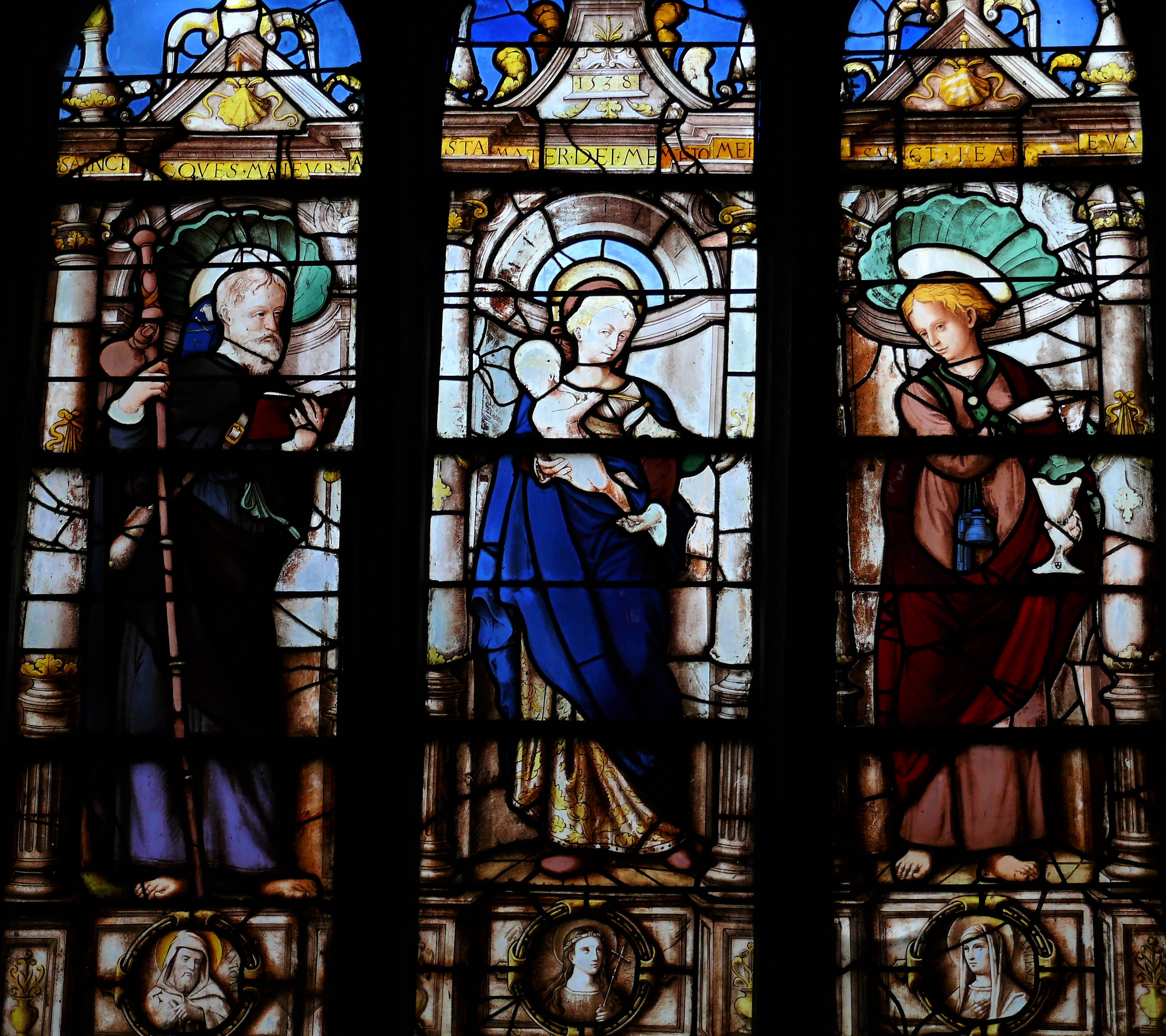
Fenster 4 in der Kirche Notre-Dame-du-Marthuret in Riom